# Browar Fortuna

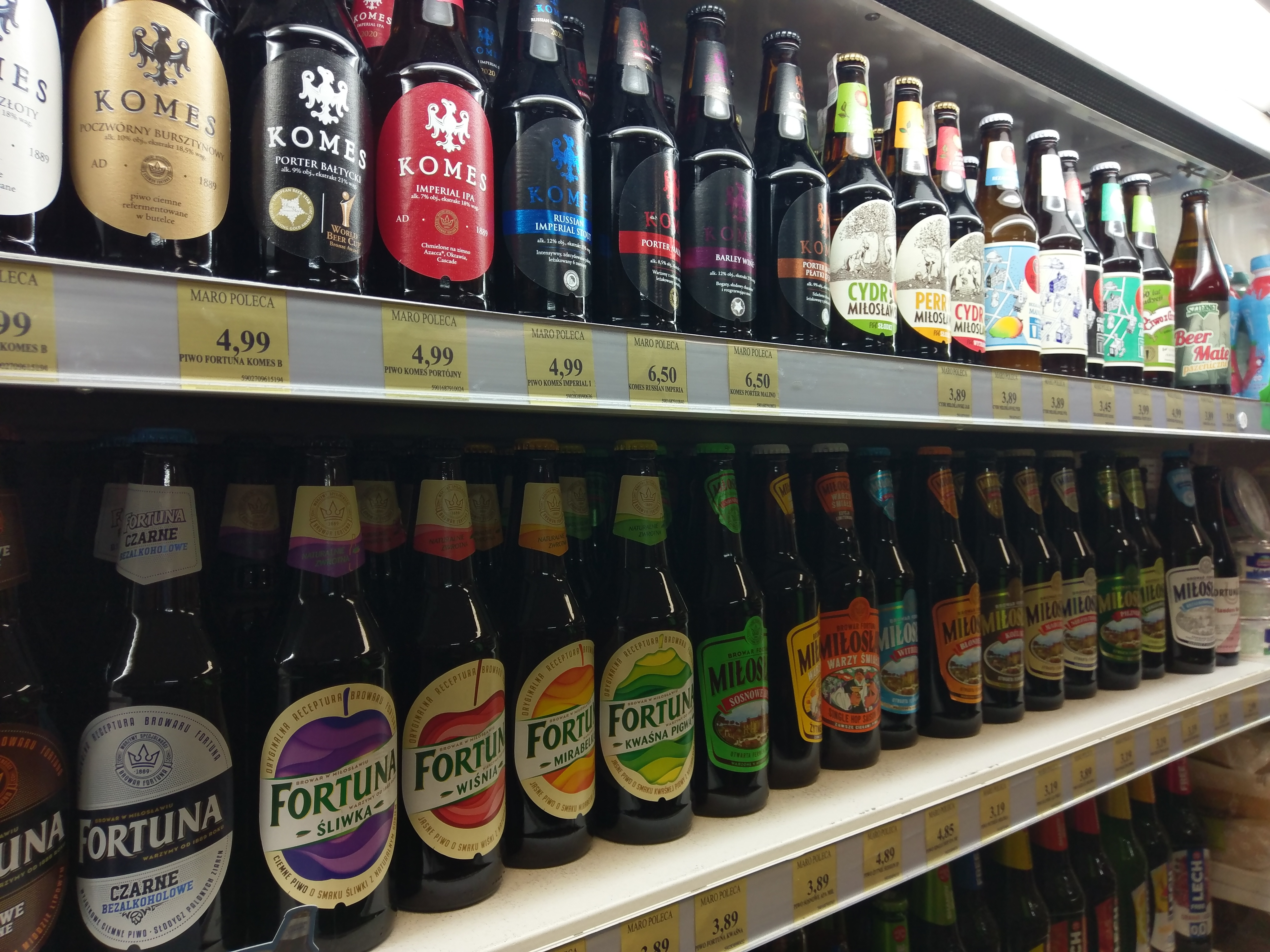
Piwa z oferty spółki IBG: z Browaru Fortuna i z browaru w Grodzisku Wielkopolskim

Browar Fortuna – browar w Miłosławiu. Zakład jest członkiem Stowarzyszenia Regionalnych Browarów Polskich.

## Historia

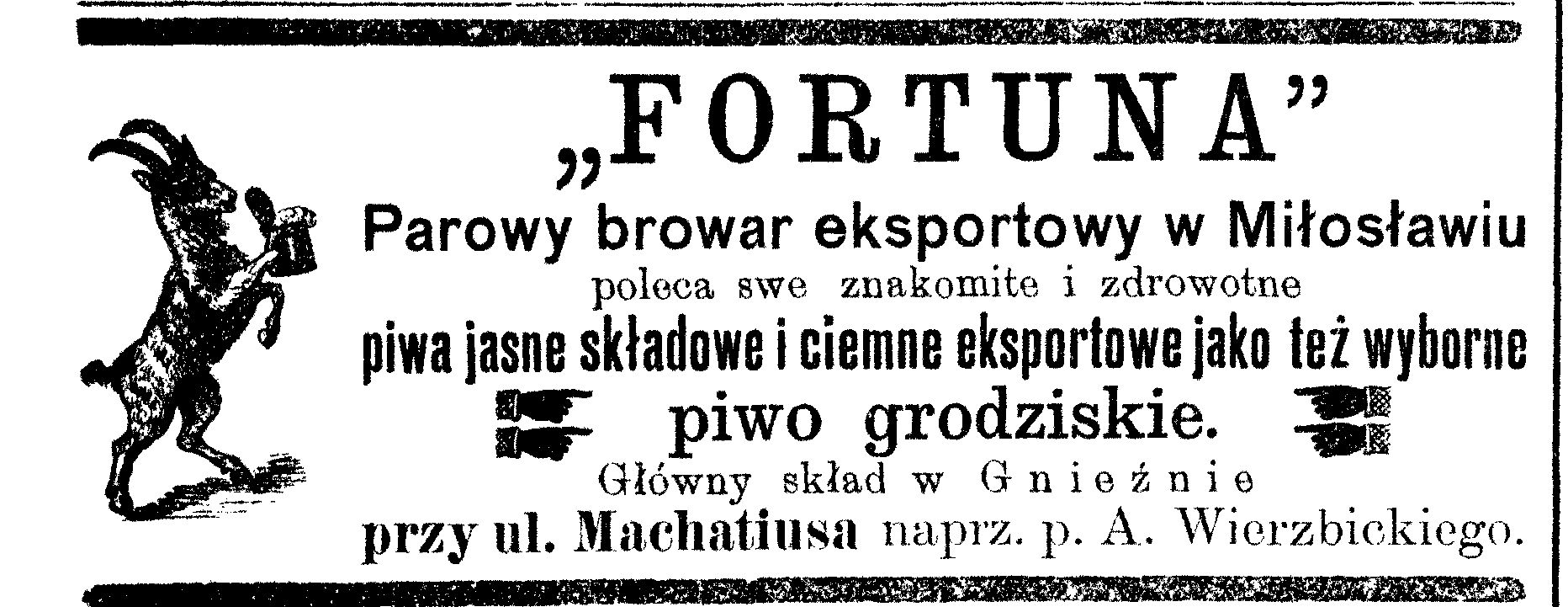
Reklama gnieźnieńskiego sklepu firmowego, 1897

Browar Parowy Fortuna w Miłosławiu powstał w 1889 z inicjatywy lokalnego przedsiębiorcy Władysława Rabskiego. Był wówczas jednym z wielu przedsięwzięć Polaków w Prowincji Poznańskiej walczących z germanizacją przemysłu w Wielkopolsce. W 1899 w drodze licytacji browar nabył Stefan Golcz. W 1904 właścicielem zakładu został poznański przedsiębiorca Antoni Duchowski. W 1939 zakład znalazł się pod zarządem niemieckim. Po II wojnie światowej browar upaństwowiono. Do lat 90. XX wieku należał do Wielkopolskich Zakładów Piwowarskich w Poznaniu. W 1995 browar odzyskali spadkobiercy przedwojennych właścicieli. Po dwuletnim remoncie w 1997 zakład wznowił działalność. W tym samym roku została powołana spółka Browar Fortuna Sp. z o.o.
W 2006 produkowane w browarze piwo Fortuna Czarne zostało wpisane przez Ministerstwo Rolnictwa i Rozwoju Wsi na polską Listę Produktów Tradycyjnych.
W 2011 Browar Fortuna nabyła spółka IBG DWA, która w 2012 kupiła również browar w Grodzisku Wielkopolskim, a w 2015 browar w Trzemesznie.

## Charakterystyka
Browar Fortuna specjalizuje się w produkcji ciemnych piw aromatyzowanych pod nazwą Fortuna (Czarne z wyciągiem z orzeszków koli, Wiśniowe z dodatkiem soku wiśniowego oraz Miodowe z dodatkiem naturalnego miodu) oraz pasteryzowanych piw dolnej fermentacji typu lager pod nazwą Miłosław, które warzone są przy użyciu tradycyjnych, otwartych kadzi.
Piwo Miłosław Koźlak zostało w sierpniu 2012 zdobywcą nagrody Grand Prix Chmielaków Krasnostawskich. 
W latach 2008–2010 Browar Fortuna produkował również piwa na zlecenie sieci sklepów benedyktyńskich.

## Marki piwa

### produkowane
- Miłosław Chmielowy Lager
- Miłosław Bezalkoholowe IPA – piwo bezalkoholowe w stylu India Pale Ale
- Miłosław Blond Ale
- Miłosław Koźlak – koźlak
- Miłosław Marcowe – piwo marcowe
- Miłosław Niefiltrowane
- Miłosław Pilzner – jasne piwo pilzneńskie
- Miłosław Pszeniczne – ciemne piwo pszeniczne
- Miłosław Witbier – piwo pszeniczne w stylu belgijskim
- Fortuna Czarne – piwo ciemne dosładzane
- Fortuna Czarne Whisky Wood
- Fortuna Kwaśna Pigwa
- Fortuna Miodowe Ciemne
- Fortuna Mirabelka
- Fortuna Rabarbar
- Fortuna Śliwkowa – piwo z dodatkiem soku naturalnego ze śliwek
- Fortuna Whisky Wood
- Fortuna Wiśniowa – piwo z dodatkiem soku naturalnego z wiśni
- Komes Barley Wine – piwo typu Barley Wine
- Komes Belgian IPA
- Komes Poczwórny Bursztynowy – piwo typu Quadrupel
- Komes Podwójny – piwo typu Dubbel
- Komes Porter Bałtycki – porter bałtycki
- Komes Porter Bałtycki Sherry Oloroso
- Komes Porter Malinowy
- Komes Porter Płatki Dębowe
- Komes Potrójny Złoty – piwo typu Tripel
- Komes Russian Imperial Stout

### edycje specjalne
- Fortunatus – Barley Wine na drożdżach dzikich leżakowane w beczkach po czerwonym winie[4]
- Miłosław American Witbier
- Miłosław Black IPA z Yuzu
- Miłosław Borowikowe Ale
- Miłosław Dymione Brown Ale
- Miłosław Klonowy Milk Stout
- Miłosław Single Hop Saison IPA
- Miłosław Sosnowe APA
- Miłosław Weizenbock z Cascarą
- Miłosław Żytnie Session IPA

### wycofane
- Czarny Smok – piwo ciemne
- Czerwony Smok – piwo ciemne
- Srebrny Smok – piwo jasne pilzneńskie
- Złoty Smok – piwo marcowe
- Gnieźnieńskie Mocny Pils – klasyczne piwo jasne pełne

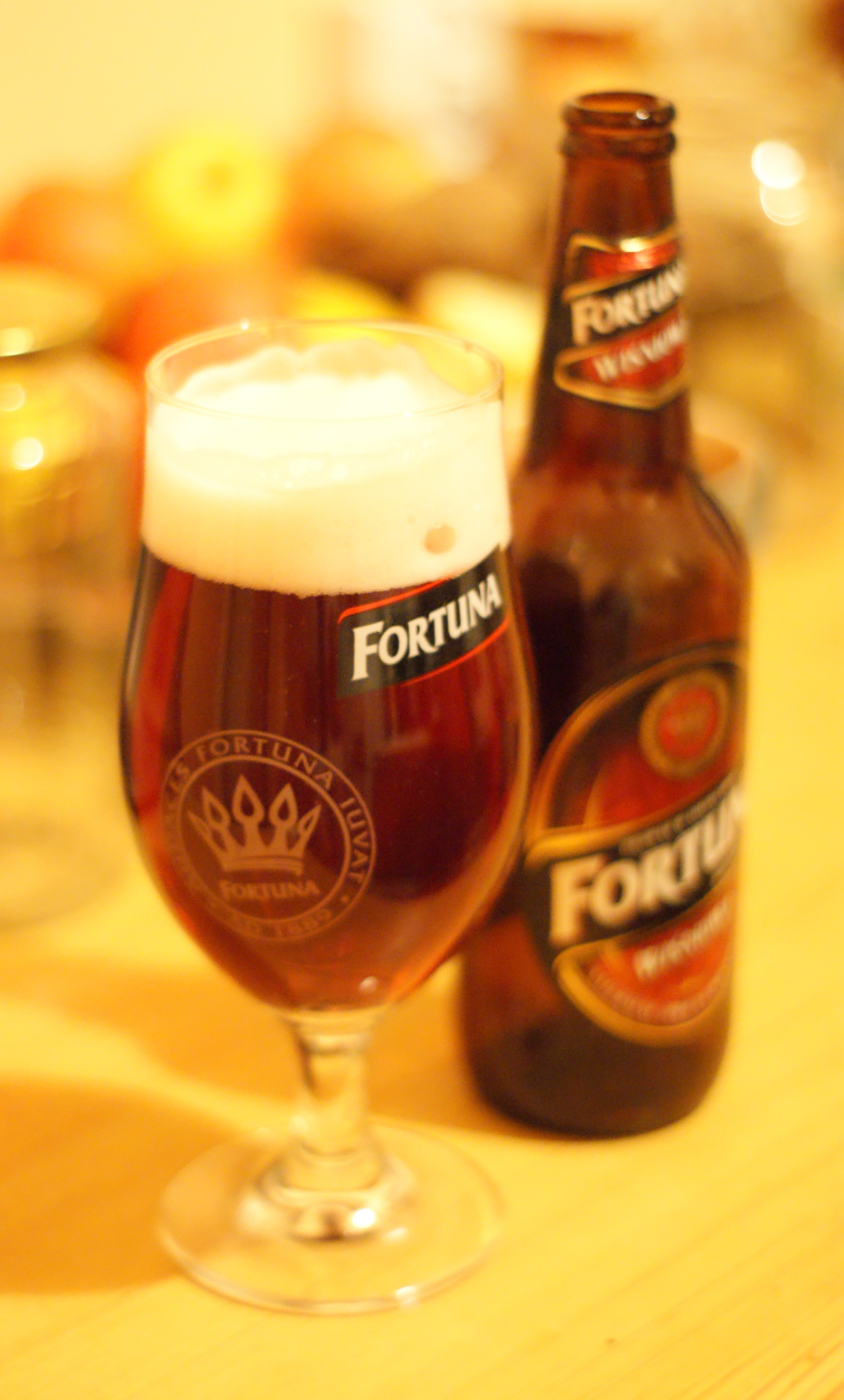
Fortuna Wiśniowa
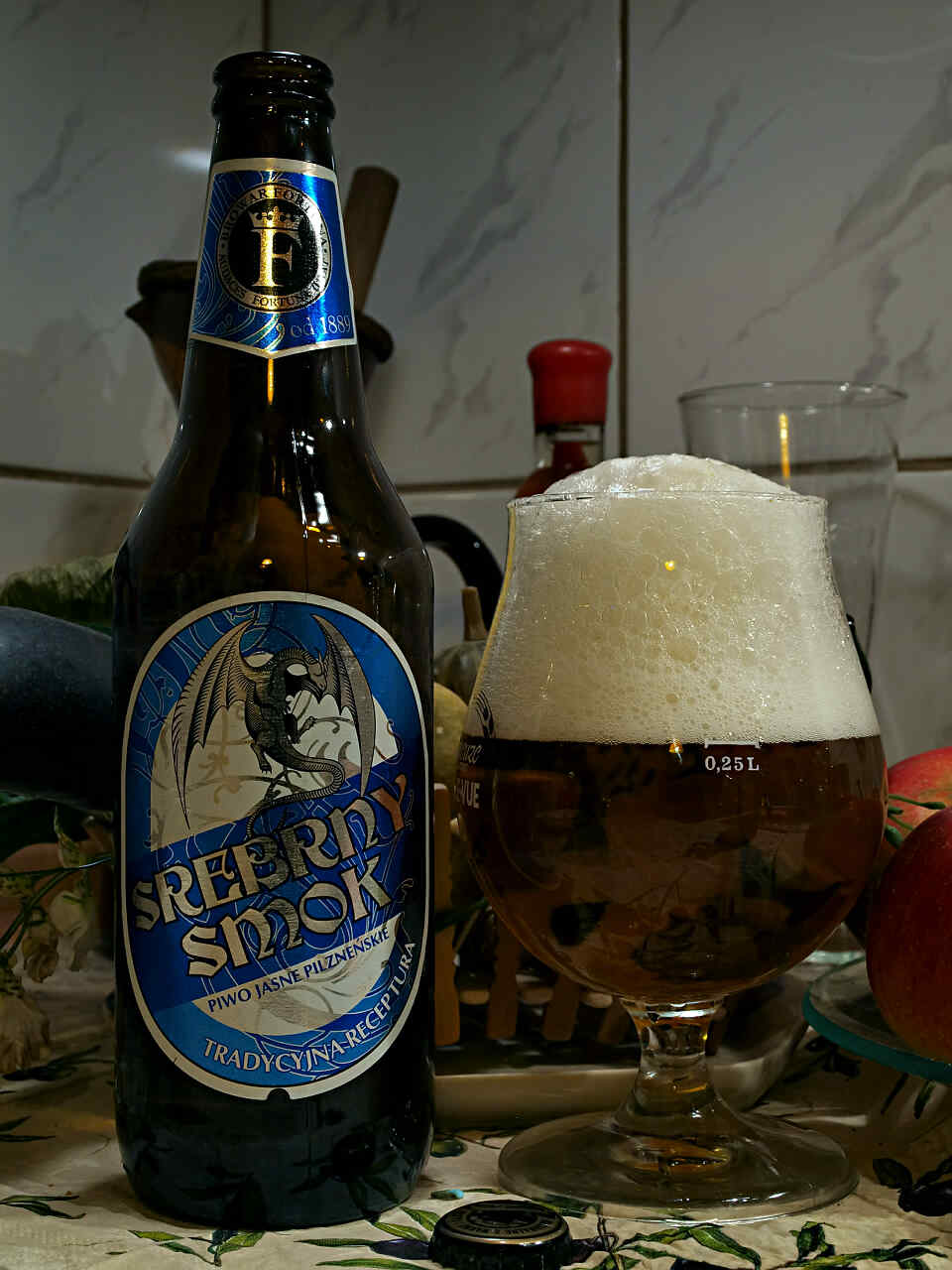
Srebrny Smok
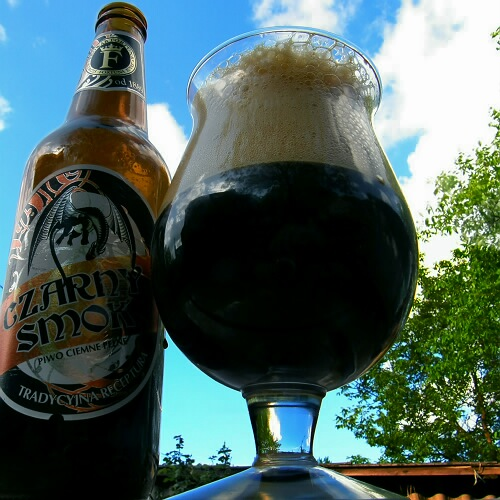
Czarny Smok
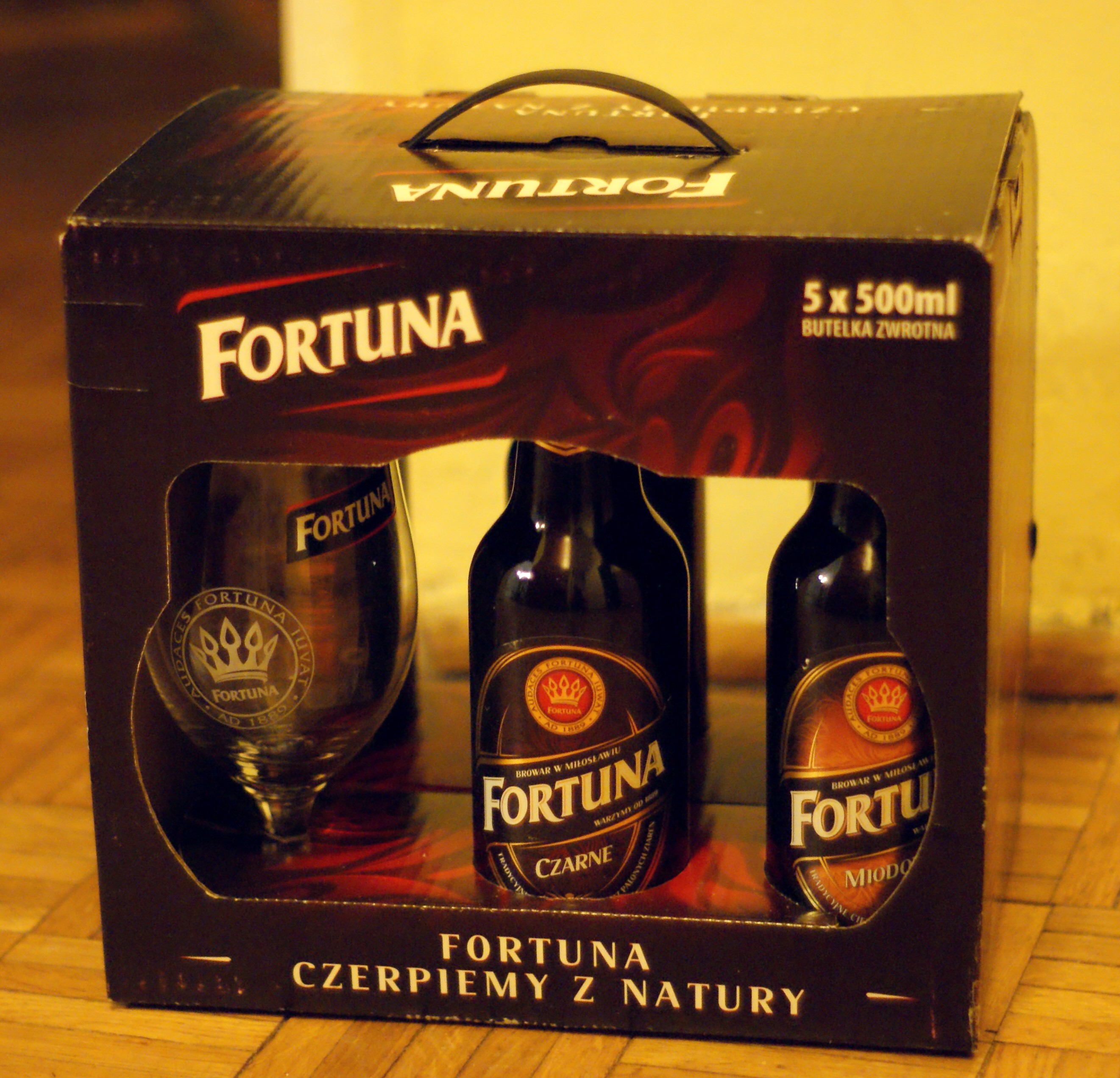
zestaw promocyjny (Fortuna Czarne, Fortuna Czarne Miodowe, Fortuna Wiśniowa i pokal firmowy)
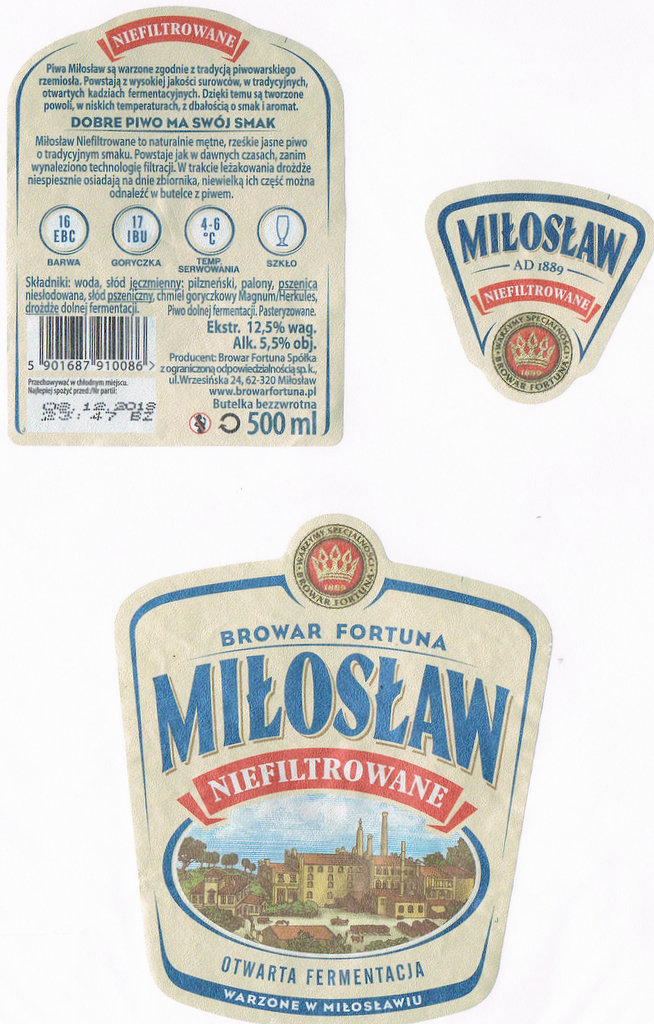